# Щебереха (озеро)
Щебереха — озеро в Осташковском городском округе Тверской области России.
Лежит на высоте 205,7 метров. Площадь водного зеркала — 0,7 км². 
Из озера вытекает река Щебереха, относящаяся к бассейну Волхова. 
На берегу озера расположены деревни Щебериха и Жегалово.

## Данные водного реестра
По данным государственного водного реестра России относится к Балтийскому бассейновому округу, водохозяйственный участок реки — Ловать и Пола. Речной бассейн реки — Нева (включая бассейны рек Онежского и Ладожского озера), подбассейн — Волхов (российская часть бассейна).
Код объекта в государственном водном реестре — 01040200311102000022500.